# 張尚
張 尚（ちょう しょう、生没年不詳）は、中国三国時代の呉の政治家。徐州広陵郡の人。祖父は張紘。父は張玄。

## 生涯
孫晧の時代に侍郎を経て、侍中・中書令の官に昇った。
孫晧の命令で琴の演奏を習得したが、ある時、孫晧と琴の話になると張尚は、「晋の平公が師曠に清角の調べを弾かせようとすると、師曠は『我が君の徳は薄く、これをお聴きになるには足りません』と申しました」と口にした。孫皓はこれを自身への批判と捉え、不快に感じた。まず別のことに託けて張尚を獄に下し、次いで建安郡に移送して船作りの労役に当たらせ、最終的に張尚は誅殺された。
一方で『三国志』の注に引く『呉紀』によると、張尚は議論において孫皓をたびたび出し抜き、また孫皓の酒量を孔子に比したことで怒りを買って拘束されたが、岑昏ら百余人の嘆願により処刑は免れたという。
同じく『三国志』注に引く『江表伝』は、張尚を「俊才」と称賛している。